# كلرد (تشلاو)
کلرد (بالفارسية: کلرد) هي قرية تقع في إيران في مازندران. يقدر عدد سكانها بـ 13 نسمة .